# Abraham Cabiljau
Abraham Cabiljau, född 1571 i Leiden, död 1645, var en i Sverige verksam köpman.
Abraham Cabiljau förtjänade en förmögenhet som köpman i Amsterdam. Troligen från omkring 1604 stod han i förbindelse med Sverige och spelade vid Karl IX:s grundläggning av Göteborg en betydande roll. Från 1609 var han bosatt i Göteborg som borgmästare och gjorde såväl under och efter danska kriget stora tjänster till svenska kronan genom lån och på andra sätt. Då Göteborg under kriget förstörts, återvände Cabiljau 1617 till Amsterdam. 
1621 slog han sig på nytt ned i Göteborg men flyttade 1624 som generalbokhållare till Stockholm. Som sådan gjorde Cabiljau Sveriges första bevarade rikshuvudbok (för 1623), och införde det dubbla italienska bokhålleriet i den svenska förvaltningen. Dessutom ägnade han sig åt en vidsträckt affärsverksamhet. 1630 blev han direktör i Skeppshandelskompaniet, 1631 sammanslaget med Södersjökompaniet. Som sådan hade Cabiljau många problem både med delägarna och staten, och råkade mot slutet av sitt liv i ekonomiska svårigheter.

## Barn
- Johan Abrahamsson Cabiljau
- Margareta Abrahamsdotter Cabiljau, född ca 1600, död ca 1669.[7]